# Rosenburg vára
Rosenburg vára (németül Schloss Rosenburg) az alsó-ausztriai Rosenburg falu közelében, a Kamp folyó fölött magasodó szikla tetejére épült. A Kamptal Nemzeti Park területén helyezkedik el, mintegy 90 km-re északnyugati irányban Bécstől, az osztrák fővárostól. Az ország egyik legszebben megőrzött reneszánsz várkastélyainak egyike.

## Története
A területen az első várat a 12. században emelték, a legkorábbi írásos emlékei 1175-re nyúlnak vissza. Akkoriban a babenbergi erődítményláncolat részét képezte. A jelenlegi vár alapja és a belső udvar ebből az időből származik. A 15. században Caspar von Rogendorf gróf gótikus stílusban átépíttette és kibővíttette. A kápolna és a külső várfal egy része őrzi ennek az átalakításnak az emlékeit. Számos tulajdonosváltás után Sebastian Grabner 1593-1597 között újabb átalakításokat eszközölt. Egyes gótikus részeit leromboltatta, majd reneszánsz stílusban újjá építtette. Ebben az időben nyerte el a ma is látható alakját a várkastély és ekkor készült el a lenyűgöző 13 torony is. 1614-ben újabb jelentős része, a lovagi torna udvar (amely Európában a legnagyobb) az árkádsorral került kialakításra.
Grabner protestáns volt, így az ellenreformáció idején a katolikus Dietrichstein bíboros tulajdonába került a vár. A helyi protestáns közösség – akik a Horni Szövetség (Horner Bund) nevű fegyveres ellenálló szövetség tagjai is voltak – ostrom alá vette és elfoglalta az épületet. Ennek eredményeképpen újabb tulajdonosváltás történt: újra protestáns kézre, a Sprinzenstein család birtokába került 1620-ban. Az 1681. év újabb mérföldkő az épület történetében. Abban az évben Leopold Graf Hoyos gróf feleségül vette Regina von Sprinzenstein grófnőt (von Hoyos-Sprinzenstein). Azóta a Hoyos család a tulajdonosa.
1800-ban tűzvész pusztította el az épület nagy részét, és ezen csapás után mintegy 60 évig nem használták a várat. Ernst Carl von Hoyos-Sprinzenstein gróf igazi szívügyeként kezelte az épület sorsát és 1859-1889 között újjá építtette. Ma múzeumként működik és középkori attrakciókkal várja a látogatókat.

## Idegenforgalom
A várkastély áprilistól októberig (illetve az adventi időszakban néhány napig) tart nyitva. A várban rendszeresen tartanak esküvőket, különböző kulturális rendezvényeket (pl. évente Shakespeare-fesztivált rendeznek itt), adventi vásárokat, az udvaron középkori lovagi tornákat, vadászkutya bemutatókat és korhű ruhába öltözött solymászok is tartanak itt madárröptetést.

## Érdekessége
- 1999-ben az Osztrák Nemzeti Bank emlékérmét bocsátott ki a várról, előtérben egy sólyommal, 500 Schilling névértéken.

## Képek

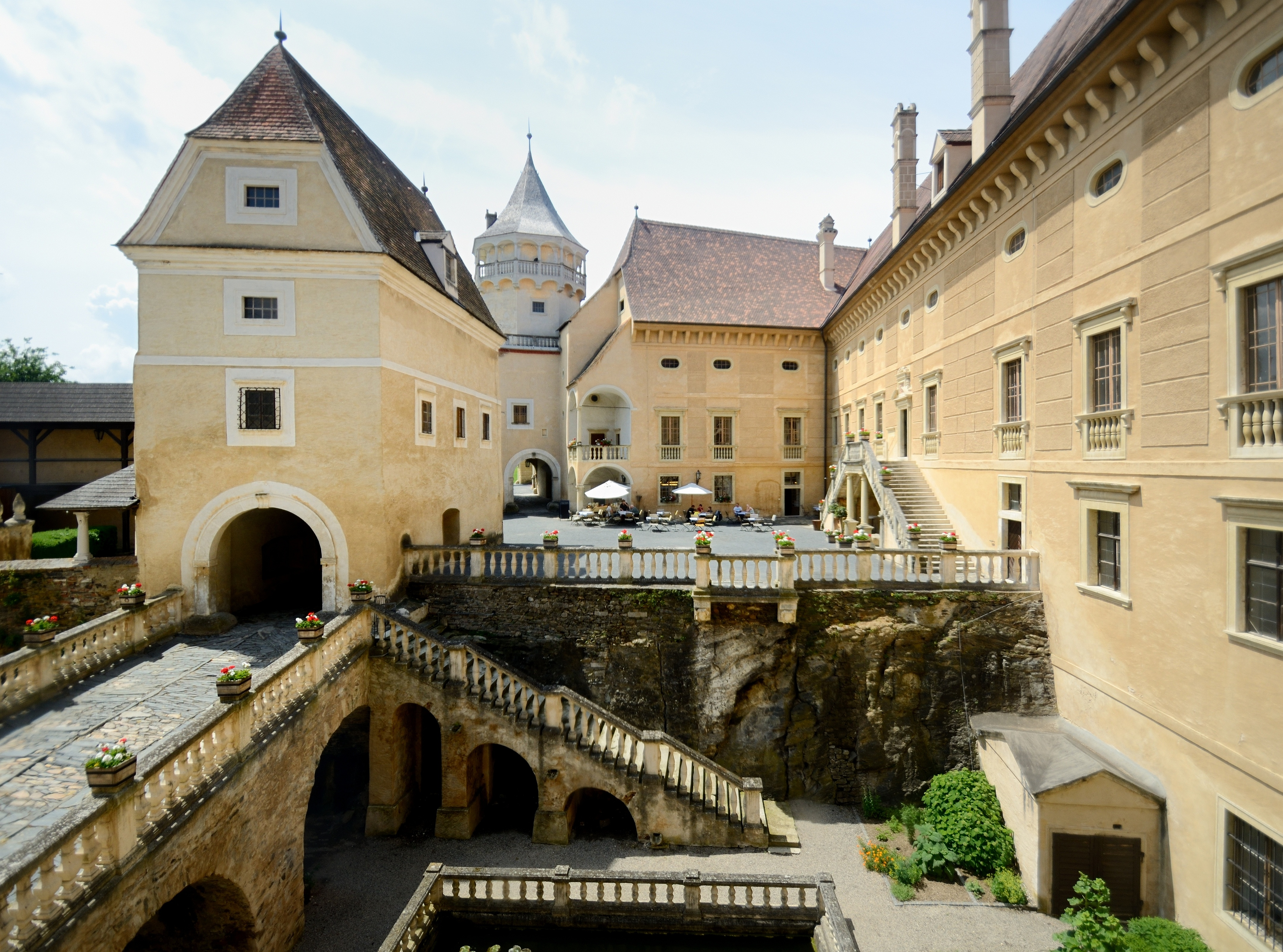
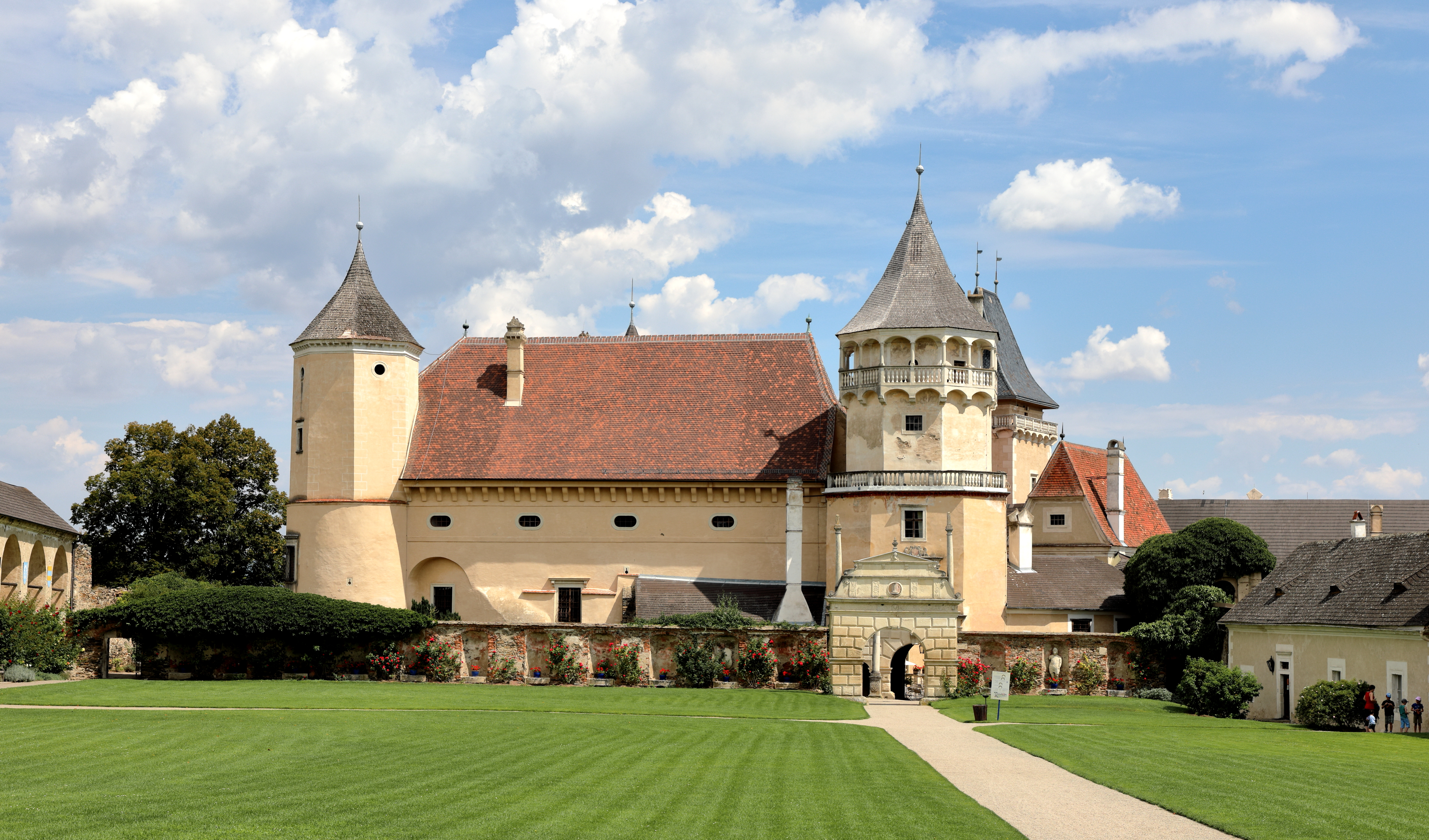
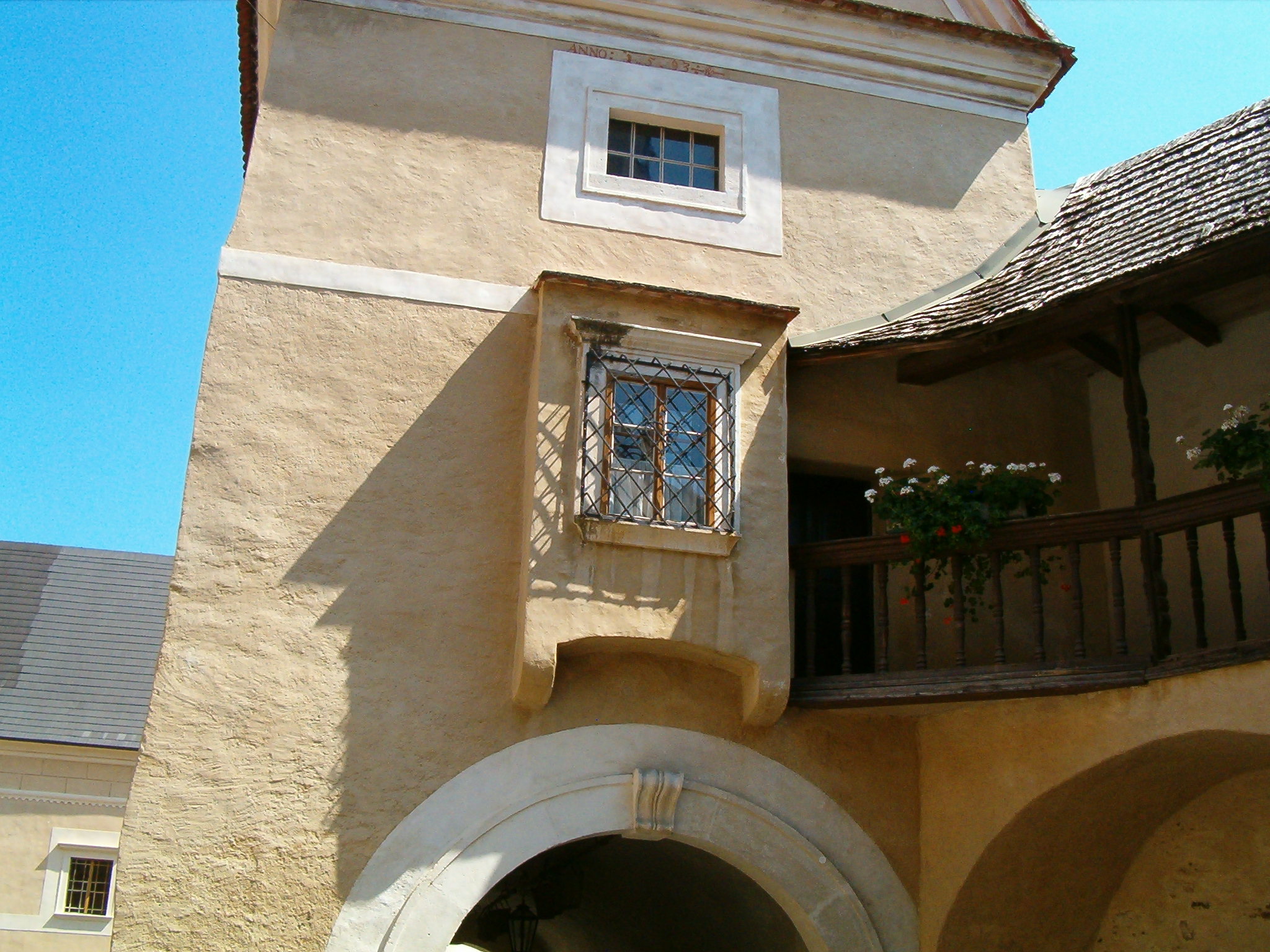
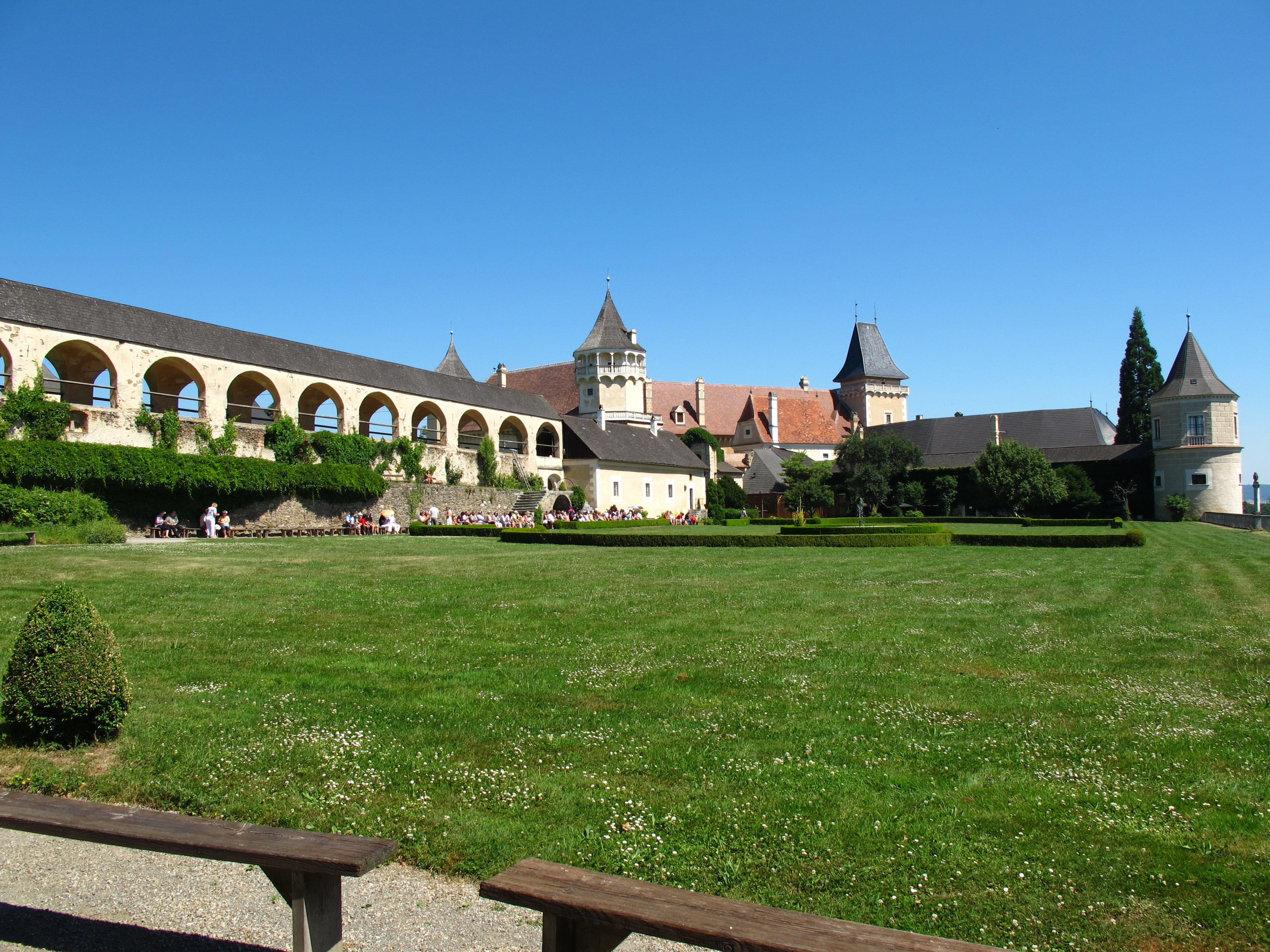
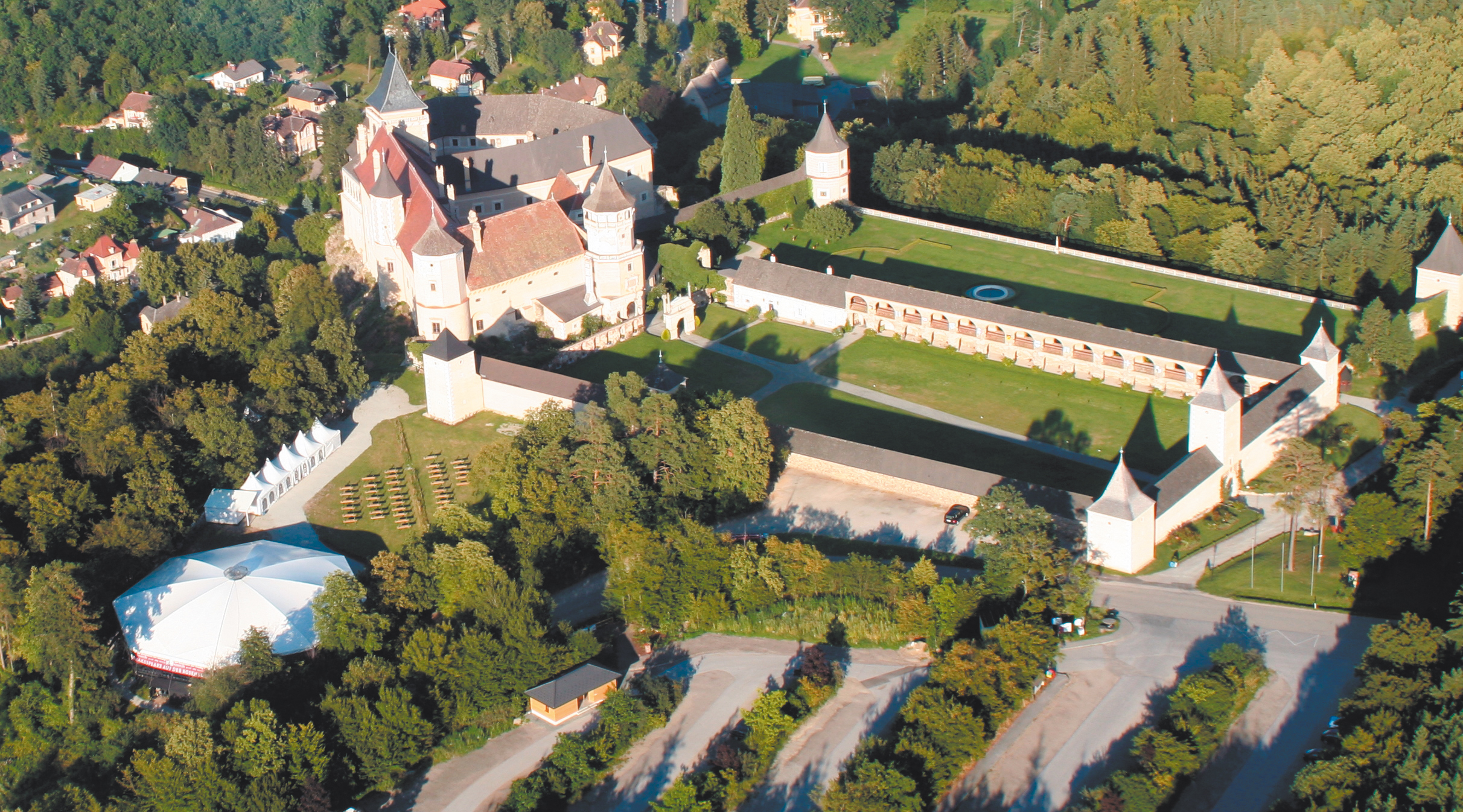
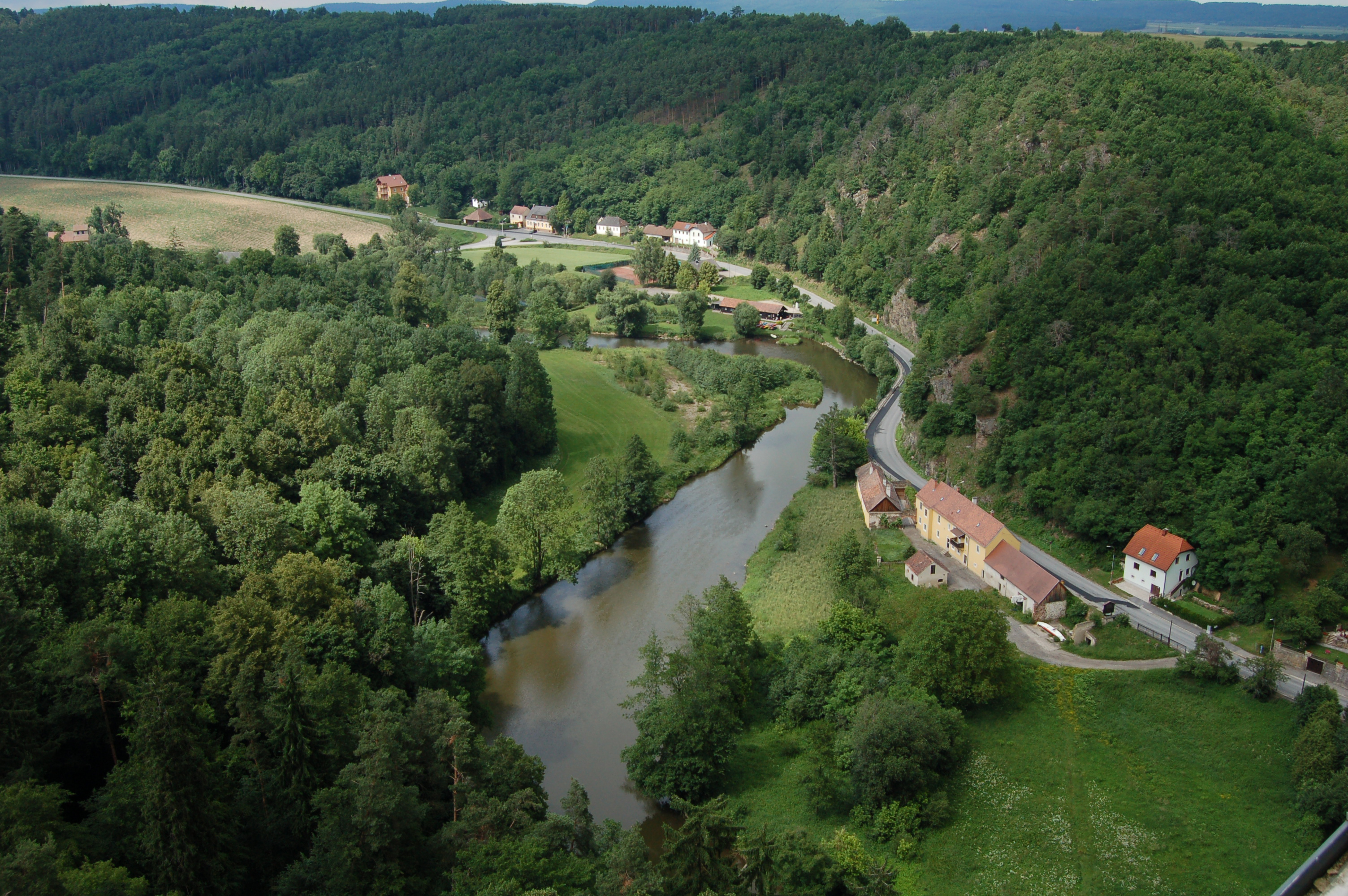

## Fordítás
- Ez a szócikk részben vagy egészben  a   Rosenburg című angol Wikipédia-szócikk fordításán alapul.  Az eredeti cikk szerkesztőit annak laptörténete sorolja fel. Ez a jelzés csupán a megfogalmazás eredetét és a szerzői jogokat jelzi, nem szolgál a cikkben szereplő információk forrásmegjelöléseként.